# ツェズ語
ツェズ語 (ツェズご: цезйас мец,  цез мец) または ディド語 (グルジア語: დიდოური ენა didouri ena)は、主にダゲスタン共和国南西部のツンタに住むツェズ人によって話される言語である。北東コーカサス語族ダゲスタン語派ツェズ諸語に属する。

## 概要
ツェズとはツェズ語で鷹を意味する言葉から由来しているとされるが、民間語源であると考えられている。また、ディドはグルジア語で大きいを意味する"დიდი" (didi) に由来する。
ツェズ語は言語学的記録のためにアヴァル語を基にしたキリル文字による表記法が試作されているが、無文字言語であり正書法が確立していないため、ツェズ語話者は書き言葉としてロシア語かアヴァル語を使用している。学校でツェズ語は教えられておらず、現地の子供たちは5年間アヴァル語を学習し、その後ロシア語を学ぶ。そのため、若年層はツェズ語よりもロシア語のほうが流暢である傾向がある。
語彙はアヴァル語、グルジア語、アラビア語、ロシア語、トルコ語に影響されており、ロシア語に関しては文法にも影響を及ぼしている。そのため将来的にツェズ語がロシア語やアヴァル語にとって変わられ、ツェズ語が使われなくなることが危惧されている。

## 方言
現在では主に次のように分類される。サガダ方言はしばしば別の言語として考えられる事がある。
方言の名前は全てアヴァル語での名称であるため、ツェズ語としばしば一致しない名前がある。
- アサク方言 (ツェズ語:асакъ)
  - ツェバリ方言 (ツェズ語:цебору)
- キデロ方言 (ツェズ語:кидиро)
  - シャイトル方言 (ツェズ語:есикь)
- サガダ方言 (ツェズ語:сокьо)
- シャピフ方言 (ツェズ語:шопих)
- モコク方言 (ツェズ語:нево)

## 音素・表記法
無文字言語であるが、言語学的記録の際に用いられる表記法が存在する。
以下はキリル文字による表記法である。
尚、方言によって出現しない音素が存在するため、これらが全て使われるわけではない。
| А а /a/     | Ā ā /aː /  | Аь аь /æ/   | Б б /b/    | В в /w/ /ʷ/ | Г г /ɡ/   | Гъ гъ /ʁ/   | Гь гь /h/  |
| ГӀ гӀ /ʕ/   | Д д /d/    | Е е /e/     | Ё ё /jo/   | Ж ж /ʒ/     | З з /z/   | И и /i/     | Й й /j/    |
| К к /k/     | Къ къ /qʼ/ | Кь кь /t͡ɬʼ/ | КӀ кӀ /kʼ/ | Л л /l/     | Лъ лъ /ɬ/ | ЛӀ лӀ /t͡ɬ/  | М м /m/    |
| Н н /n/     | О о /o/    | П п /pʼ/    | ПӀ пӀ /pʼ/ | Р р /r/     | С с /s/   | Т т /t/     | ТӀ тӀ /tʼ/ |
| У у /u/     | Ф ф /f/    | Х х /χ/     | Хъ хъ /q͡χ/ | ХӀ хӀ /ħ/   | Ц ц /t͡s/  | ЦӀ цӀ /t͡sʼ/ | Ч ч /t͡ʃ/   |
| ЧӀ чӀ /t͡ʃʼ/ | Ш ш /ʃ/    | (ъ) /ʔ/     | Э э /e/    | Ю ю /ju/    | Я я /ja/  | ' /ˤ/       | Ӏ /ˤ/      |

- 咽頭化の表記方法は子音と母音とで異なる。
  - 'はVC'でVCˤを表す。Cは任意の子音、Vは任意の母音を表す。
  - ӀはCVӀでCˤVを表す。母音の咽頭化を表す符号であるが、実際は子音のみが咽頭化する。

- вはCвでCʷを表す。
- 声門閉鎖音 /ʔ/は語頭が咽頭化していない母音であるときにその母音の前に発音される。通常は表記されない。